# جايسون بيل
جايسون بيل (بالإنجليزية: Jason Bell)‏ هو لاعب كرة قدم أمريكية أمريكي، ولد في 1 أبريل 1978 في لونغ بيتش في الولايات المتحدة.

## وصلات خارجية
- جايسون بيل على موقع مرجع كرة القدم المحترفة.كوم (الإنجليزية)